# FIM-92 Stinger

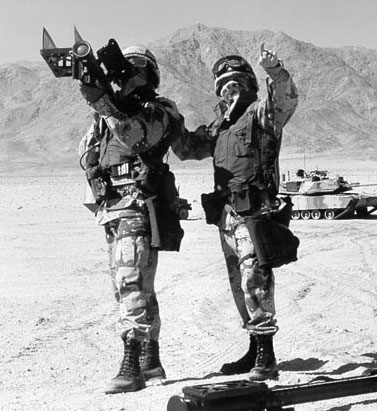
Due soldati si preparano a sparare con un lanciatore spalleggiabile per missili Stinger

Il FIM-92 Stinger è un missile terra-aria spalleggiabile a ricerca di calore sviluppato negli Stati Uniti e utilizzato da tutte le forze armate USA, entrato in servizio nel 1981.
Viene prodotto dalla Raytheon Missile Systems e sotto licenza dalla EADS, in Germania. La Raytheon designa il missile come MANPADS (Man-Portable Air-Defense System, Sistema da difesa aerea spalleggiabile). Oltre che dalle forze armate americane è utilizzato da altri 29 Paesi. Approssimativamente, sono stati prodotti 70 000 missili.

## Descrizione
Leggero da trasportare e relativamente semplice da usare, il FIM-92 Stinger è un missile terra-aria a puntamento passivo agli infrarossi, che può essere lanciato con un lanciatore spalleggiabile da un singolo uomo, anche se ufficialmente richiede due operatori. Il FIM-92B ha una gittata efficace tra gli 1 e gli 8 km (4 km secondo alcune fonti), a un'altezza massima di 3 km.
Il missile può essere lanciato anche dal M-1097 Avenger e dall'M6 Linebacker, ritirato nel 2004. Il missile può anche venire schierato da un HMMWV (High Mobility Multipurpose Wheeled Vehicle) dotato di rastrelliera Stinger, e può essere impiegato da truppe aviolanciate. Esiste anche una versione lanciabile da elicottero, denominata ATAS o Air-to-Air Stinger.
Il missile è lungo 1,52 m e ha un diametro di 70 mm con 100 mm di alette. Da solo pesa 10,1 kg, mentre con il lanciatore si arriva a un peso di circa 15,2 kg (34,5 libbre). Lo Stinger viene lanciato da un piccolo motore di espulsione che lo spinge fino a una distanza di sicurezza dall'operatore prima di attivare il propulsore principale, un motore a due stadi a propellente solido, che lo accelera fino alla massima velocità di Mach 2,2 (750 m/s). La testata è costituita da un penetratore di 3 kg hit-to-kill (colpisci per distruggere) con un innesco a impatto e un timer di auto-distruzione.
Per lanciare il missile, è necessario inserire nel paramano un BCU (Battery Coolant Unit - batteria refrigerante). Questo inietta un flusso di gas argon nel sistema, assieme a una carica di elettricità che alimenta gli indicatori di acquisizione, l'antenna IFF, e il missile. Le batterie sono piuttosto sensibili all'abuso, e contengono solo una limitata quantità di gas. Col passare del tempo, e senza un'adeguata manutenzione, tendono a diventare inservibili.
Esistono tre varianti principali attualmente in uso: lo Stinger base, lo STINGER-Passive Optical Seeker Technique (POST) e lo STINGER-Reprogrammable Microprocessor (RMP). La versione RMP è comunemente usata dall'esercito americano, ed è eccellente per contrastare le contromisure utilizzate dal nemico.

## Storia
Il lavoro sul missile fu iniziato dalla General Dynamics nel 1967 sotto il nome di Redeye II. Fu accettato per successivi sviluppi dall'US Army nel 1971 e designato FIM-92; l'appellativo Stinger fu scelto nel 1972. A causa di difficoltà tecniche che seguirono la fase di test, il primo lancio con un sistema spalleggiabile non avvenne fino alla metà del 1975. La produzione del FIM-92A iniziò nel 1978 per sostituire il FIM-43 Redeye. Una versione migliorata dello Stinger con una testata cercante, il FIM-92B, fu prodotto a partire dal 1983 parallelamente al FIM-92A. La produzione di entrambi i modelli, A e B, terminò nel 1987 con circa 16 000 missili prodotti.
Il sostituto FIM-92C fu sviluppato a partire dal 1984 e la produzione iniziò nel 1987. Il primo esemplare fu distribuito alle unità in prima linea nel 1989. I missili Tipo C erano dotati di un sistema elettronico riprogrammabile per consentirne l'aggiornamento. Il missile con gli aggiornamenti per le contromisure fu designato D e successivi aggiornamenti furono designati G.
Il FIM-92E o Block I fu sviluppato a partire dal 1992 e consegnato dal 1995 (alcune fonti sostengono che il FIM-92D è parte dello sviluppo del Block I). Le principali modifiche furono ancora sui sensori e sul software, migliorando le prestazioni del missile contro bersagli più piccoli e con una bassa segnatura termica. Un aggiornamento software nel 2001 fu designato F. Lo sviluppo del Block II iniziò nel 1996 usando un nuovo sensore focal plane array per migliorare l'efficacia del missile in ambienti "confusi" e per aumentare la portata d'ingaggio a circa 7 600 m (25 000 piedi). La produzione era prevista per il 2004, ma Jane's (vedi bibliografia) riferisce che potrebbe venire ritardata.
Dal 1984 lo Stinger è stato consegnato a molte navi da guerra dell'US Navy per la difesa di punto, in particolare nelle acque del Medio Oriente.
La CIA aiutò a fornire circa 500 Stinger (alcune fonti sostengono 1 500) ai militanti Mujaheddin che combattevano le forze sovietiche in Afghanistan. Si dice che gli Stinger abbiano abbattuto quasi 300 velivoli russi, inclusi molti Mil Mi-24 Hind, prima che le truppe sovietiche si ritirassero dall'Afghanistan nel 1989.
Inoltre, come parte del suo sforzo per rovesciare il governo in Angola, l'amministrazione Reagan fornì gli Stinger ai combattenti anticomunisti dell'UNITA nei tardi anni ottanta. In entrambi i casi, gli sforzi per recuperare i missili dopo la fine delle ostilità risultarono incompleti. Secondo alcune speculazioni, la ragione per cui gli Stinger non furono usati in attacchi successivi è che le batterie necessarie per far funzionare i lanciatori erano esaurite. Dopo il ritiro dell'Unione Sovietica, il governo USA recuperò la maggior parte degli Stinger che erano stati consegnati, ma 16 di questi finirono nelle mani dell'Iran che ne acquisì quindi la tecnologia.

## Costi
Nel 1987 il governo USA pagava circa 62 000 USD per missile, e questa cifra scese fino a circa 35 000 USD nel 1988 con un contratto pluriennale per 20 000 missili. Nel 1991 fu stipulato un ordine per 1 333 missili al costo di circa 26 000 USD per missile.
Il governo svizzero stipulò un ordine per 2 500 missili nel 1988 a un costo di circa 126 000 USD per missile.
Nel 2002 gli Stati Uniti hanno venduto 69 missili Stinger e l'equipaggiamento associato (piattaforme di lancio veicolari, radar per l'acquisizione del bersaglio, equipaggiamento da addestramento, ecc.) alla Lituania per 34 milioni di USD . Se un terzo del costo del contratto era per i missili stessi, il prezzo unitario dovrebbe aggirarsi sui 165 000 USD.
Dato il suo alto costo, è piuttosto raro che il missile venga sparato in fase d'addestramento e quindi sono pochi i soldati che possono vantare d'averne usato uno.

## Utilizzatori
- Bosnia ed Erzegovina
- Birmania
- Cile
- Corea del Sud - ex utilizzatore, oggi utilizza KP-SAM e Mistral
- Danimarca
- Egitto
- Germania - utilizza Stinger prodotti dall'EADS
- Giappone - ex utilizzatore, oggi utilizza i Type 91
- Grecia
- Israele
- Italia - utilizzato dall'esercito e dal reggimento San Marco
- Lettonia
- Lituania
- Norvegia
- Paesi Bassi
- Pakistan
- Portogallo
- Regno Unito
- Slovenia
- Spagna
- Stati Uniti
- Svizzera
- Taiwan
- Turchia
- Ucraina